# Косив Ясь конюшину
 «Косив Ясь конюшину» (біл. Касіў Ясь канюшыну) — популярна в Радянському Союзі жартівлива білоруська пісня, що вважається народною. Здобула широку популярність у виконанні вокально-інструментального ансамблю «Пісняри» в 1971. Сучасна музична обробка зроблена Володимиром Мулявіним у 1970 році.
На думку білоруського літературознавця та фольклориста Ніла Гілевича, це псевдофольклорна пісня, нібито створена в БРСР у гонитві за «білоруським музичним гумором», за мотивами традиційної народної «Посилала мене маць яраве жита жаць» («А я жыта не жала — ў баразёнцы ляжала. Баразёнка вузенька — не памесцілася. Летня ночка каротка — я не выспалася. А я дня ўкарачу ды й да ночкі надтачу»).

## Популярність
Протяжна пісня після аранжування В. Мулявіна стала енергійною рок-піснею із «задерикуватим заспівом, молодецьким посвистом, ритмічними збивками та потужною басовою лінією». Пісня вийшла на першій платівці ансамблю, записаної на фірмі «Мелодія». У тому ж році диск став лідером з продажу в СРСР. Вже в 1973 році пісня використовувалася в одному з найпопулярніших радянських мультфільмів «Ну, постривай!» (Випуск 6), що додало додаткової популярності пісні серед молоді.
1972 року «Пісняри» виконали пісню у фіналі конкурсу «Пісня року».
Спеціально для кінофільму «Ясь і Яніна» в 1974 році «Пісняри» записали нову версію пісні.
У грудні 1976 року пісня була записана для спільного альбому з американським гуртом The New Christy Minstrels  на лейблі Columbia. Однак, платівка так і не вийшла.
У 2001 році група «Дискотека Аварія» у композиції «Пісня про яйця» (альбом «Маньяки») використовувала семпл з «Косив Ясь конюшину».
Пісня досі є однією з найвідоміших і найпопулярніших у Білорусі — у багатьох сім'ях її співають удома, її знають навіть ті, хто не слухав «Піснярів». Пісня використовується для знайомства іноземних студентів з білоруською культурою.
Ремікс на пісню, зроблений музикантом Романом Mujuice Литвиновим, став частиною саундтреку до гри Atomic Heart, випущеної студією Mundfish в 2023 році. 

## Сюжет
Пісня про те, як хлопець Ясь (зменшувальний варіант імені Іван) косить конюшину і поглядає на дівчину, що жне жито. Вона натякає або прямо говорить в іншому варіанті, що Ясь їй сподобався. Він йде до матері з проханням знайти йому наречену. Вона спочатку пропонує одружитися з огрядною Станіславою, але син відмовляється, мотивуючи, що не зможе посадити на лаву. Тоді мати пропонує роботящу Яніну, яка «жне і на тебе поглядає».

## Текст
| Оригінал Касiў Ясь канюшыну, (3 х) Паглядаў на дзяўчыну. А дзяўчына жыта жала, (3 х) Ды на Яся паглядала: — Цi ты Ясь, цi ты не, (3 х) Спадабаўся ты мне… Кiнуў Яська касіць, (3 х) Пачаў мамку прасiць: — Люба мамка мая, (3 х) Ажанi ж ты мяне! — Дык бяры ж Станiславу, (3 х) Каб сядзела на ўсю лаву. — Станiславу не хачу, (3 х) Бо на лаву не ўсажу! — Дык бяры ж ты Яніну, (3 х) Працавiтую дзяўчыну. Касiў Ясь канюшыну, (3 х) Паглядаў на дзяўчыну. |